# Vila Cortês do Mondego
Vila Cortês do Mondego é uma povoação portuguesa sede da Freguesia de Vila Cortês do Mondego do Município da Guarda, freguesia com 4,38 km² de área e 283 habitantes (censo de 2021), tendo, por isso, uma densidade populacional de 64,6 hab./km².

## Demografia
A população registada nos censos foi:
| Distribuição da População por Grupos Etários | Distribuição da População por Grupos Etários | Distribuição da População por Grupos Etários | Distribuição da População por Grupos Etários | Distribuição da População por Grupos Etários |
| -------------------------------------------- | -------------------------------------------- | -------------------------------------------- | -------------------------------------------- | -------------------------------------------- |
| Ano                                          | 0-14 Anos                                    | 15-24 Anos                                   | 25-64 Anos                                   | > 65 Anos                                    |
| 2001                                         | 58                                           | 67                                           | 152                                          | 46                                           |
| 2011                                         | 37                                           | 35                                           | 148                                          | 78                                           |
| 2021                                         | 27                                           | 27                                           | 132                                          | 97                                           |